# Stradomka (Petite-Pologne)
Pour les articles homonymes, voir Stradomka.
Stradomka est une localité polonaise de la gmina et du powiat de Bochnia en voïvodie de Petite-Pologne.